# Euchalcia xanthoides
Euchalcia xanthoides är en fjärilsart som beskrevs av Claude Dufay 1968. Euchalcia xanthoides ingår i släktet Euchalcia och familjen nattflyn. Inga underarter finns listade i Catalogue of Life.